# Hans Andersen (calciatore 1925)
Hans Andersen (Fredrikstad, 27 maggio 1925 – Fredrikstad, 1º marzo 1999) è stato un calciatore norvegese, di ruolo attaccante.

## Carriera

### Club
Andersen vestì la maglia del Lisleby.

### Nazionale
Conta 4 presenze e una rete per la Norvegia. Esordì l'11 settembre 1949, nella sconfitta per 0-2 contro la Danimarca. Il 15 agosto 1950 arrivò la sua prima rete, nel pareggio per 2-2 contro il Lussemburgo.